# Gotaga
Corentin Houssein, plus connu sous son pseudonyme Gotaga, est un streamer et vidéaste français spécialisé dans le jeu vidéo et l'e-sport, né le 7 septembre 1993 à Mantes-la-Jolie.
Il est également un joueur professionnel de jeux vidéo internationalement titré. Ancien joueur dans l'équipe française Vitality, il est aujourd'hui le joueur français le plus titré sur consoles.

## Biographie

### Enfance et éducation
Fils d'un père informaticien et d'une mère au foyer d'origine malgache, Corentin Houssein a toujours été entouré par des ordinateurs depuis son plus jeune âge. Il découvre le milieu du jeu vidéo à l'âge de 8 ans, lorsqu'il se voit offrir une Xbox, puis plus tard les équipes en ligne. Le 31 août 2008, il lance sa chaîne YouTube.
Corentin Houssein suit un cursus scolaire jusqu'à la terminale scientifique au Lycée Vincent Van Gogh à Aubergenville qu'il abandonnera pour poursuivre sa passion du gaming pour se perfectionner et tenter d'en vivre. Il sera soutenu par ses parents, bien que ce choix fût atypique.

### Carrière
C'est sur la série Call of Duty qu'il fait ses preuves, remporte des compétitions et décroche son surnom de « The French Monster », à la suite d'une action épique sur Call of Duty.
Joueur remplaçant pour la Team Vitality (qu'il a cofondée en 2013) sur le jeu Fortnite Battle Royale et vidéaste sur YouTube (essentiellement des rediffusions de ses émissions sur Twitch), il est aussi le dirigeant depuis 2012 de sa propre entreprise. Il s'entoure depuis 2017 d'un groupe de personnes (la Gotaga Corp), pour gérer son marketing, sa communication, etc.
Il possède également une marque de vêtements, ainsi qu'une gaming house intitulée la Scuf House, inaugurée avec Prime en fin d'année 2018. Gotaga anime avec son ami Doigby une émission phare sur Twitch qui se déroule les lundis soir, le Masterkill, l'équipe de streamers enregistre un pic de spectateurs durant cette émission.
Gotaga indique apprécier ZeratoR qui est pour lui une source d'inspiration.
Le 9 avril 2019, Gotaga remporte le tournoi mondial des influenceurs organisé par ESPN sur Twitter, regroupant 64 personnalités issues du milieu e-sport. Après avoir détrôné le streamer américain Ninja, vainqueur de l'édition précédente, il remporte la finale contre le streamer polonais-canadien Shroud avec 54 % des voix (sur 450 000 votants), devenant ainsi le premier européen à remporter cette compétition.
Il organise le 29 juin 2018 un événement, le Gotaga Show, au casino Barrière d'Enghien-les-Bains, rediffusé en direct sur sa chaîne Twitch (qui rassemblera plus de 243 000 personnes en direct sur Internet),. Durant cet événement, il récolte 32 420 euros au profit de trois associations : Fondation Flavien, NaturalPad et APF France handicap.
Le 15 mars 2021 a lieu la première de l'émission OpenWorld, un talk-show où Gotaga accompagné de Doigby, invitent plusieurs personnes de la scène gaming & streaming pour discuter librement de sujets variés.
Le 13 avril 2023, Gotaga, Squeezie et Brawks dévoilent la création de leur structure e-sport : Gentle Mates, avec notamment une présence sur Valorant.

### Vie privée
L'un de ses plus jeunes frères, Ronan, est également un joueur important de la scène e-sport française,,.
Sa sœur cadette, Mélina, est une joueuse professionnelle de Valorant, et a intégré la Karmine Corp en 2023[source secondaire souhaitée]. 
Il est père d'un garçon né le 31 décembre 2022 et d'une fille née le 15 mai 2025[source secondaire souhaitée].

## Palmarès

### Call of Duty
| Nom du tournoi                               | Équipe        | Lieu        | Pays        | Place  |
| -------------------------------------------- | ------------- | ----------- | ----------- | ------ |
| EGL 2                                        | Team Vitality | Blackpool   | Royaume-Uni | 1er    |
| FFA EGL 2 (240 joueurs)                      |               |             |             | 2e     |
| Opale Arena                                  | Ech3lon       | Calais      | France      | 1er    |
| Ultimate Gaming                              | Mythix        | Belgique    | Belgique    | 1er    |
| South Lan Event                              | AAA           | Montpellier | France      | 1er    |
| Laninc 7                                     | AAA           | Paris       | France      | 1er    |
| Eswc France                                  | Team Vitality | Paris       | France      | 1er    |
| Skylan 2                                     | Team Vitality | Paris       | France      | 1er    |
| FCO 6                                        | Team Vitality | Paris       | France      | 1er    |
| GA 2014                                      | Team Vitality | Poitiers    | France      | 1er    |
| Reflex GT 12                                 | Team Vitality | Amsterdam   | Pays Bas    | 1er    |
| Pix'N'Tec                                    | Team Vitality | Nîmes       | France      | 1er    |
| EGO 1                                        | Millenium     | Bruxelles   | Belgique    | 1er    |
| Modern Warfare Multiplayer Gameplay Premiere | Mick          | Los Angeles | Etats Unis  | 1er    |
| Paris Games Week ShowMatch AllStars          | Team Vitality | Paris       | France      | 1er    |
| PS Plus League Gotaga Challenge Showmatch    | Team Gotaga   | Paris       | France      | 1er    |
| ESWC 2016                                    | Team Vitality | Paris       | France      | 5-6éme |

### Fortnite
| Nom du tournoi                              | Coéquipiers        | Lieu        | Pays       | Place       |
| ------------------------------------------- | ------------------ | ----------- | ---------- | ----------- |
|                                             | Demetrious Johnson | Los Angeles | Etats Unis | Top 45 - 50 |
| Twitch Rivals Fortnite TwitchCon 2019 trios | Hawkers, Keolys    | San Diego   | Etats Unis | 9e          |
| Friday Fortnite du 28 juin                  | Airwaks            |             |            | 2e          |
| Fortnite World Cup 2019 (mode créatif)      |                    | New York    | Etats Unis | 3e          |

### Twitch Rivals
| Nom du tournoi                                        | Team                 | Place                   |
| ----------------------------------------------------- | -------------------- | ----------------------- |
| Twitch Rivals - Apex Legend                           | ALC Europe 1         | 1er                     |
| Twitch Rivals - Hearthstone                           | Team Arena Challenge | 3e/4e                   |
| Twitch Rivals : Valorant                              |                      | 1er (Champion d'Europe) |
| Twitch Rivals : Call of Duty Blackout Challenge 2019  | MANE                 | 2nd                     |
| Twitch Rivals Challenge - Road to TwitchCon San Diego | Team Mickalow        | 9                       |
| Twitch Rivals COD Warzone Showdown EU                 | Team Gotaga          | 14                      |

### Roller Champion
| Nom du tournoi     | Coéquipier    | Pays   | Place |
| ------------------ | ------------- | ------ | ----- |
| Clash of Champions | Doigby Akytio | France | 1er   |